# Zweedse estafette
De Zweedse estafette is een loopnummer binnen de atletiek, waarbij vier verschillende afstanden (400, 300, 200 en 100 meter) door vier verschillende lopers achter elkaar worden afgelegd met overdracht van een estafettestokje. De originele vorm die in Zweden wordt gelopen heeft de afstanden omgekeerd. Ook bij internationale wedstrijden in Zweden wordt deze estafette weleens gelopen.
Doorgaans is de finish van de Zweedse estafette niet op de standaardfinishlijn, maar op de startstreep van de 200 meter, en dan in de binnenbaan. Dus op de plaats waar ook de start van de 1000 meter is. Zodoende kan er gewisseld worden in bestaande wisselvakken.

## De race
De volgende wisselvakken worden gebruikt:
| start     | op de startpunten van de 4 x 400 meter                 |
| 1e wissel | in het eerste wisselvak van de 4 x 400 meter           |
| 2e wissel | in het wisselvak van de 3e wissel van de 4 x 100 meter |
| 3e wissel | in het wisselvak van de 1e wissel van de 4 x 100 meter |
| finish    | op de startlijn van de 200 meter in de binnenbaan      |

De vierhonderdmeterlopers lopen hun gehele afstand in banen. De driehonderdmeterlopers lopen hun eerste 100 meter in banen, en mogen daarna naar de binnenbaan gaan. Er mag geen gebruik gemaakt worden van de aanloopvakken, dus overgave van het stokje geschiedt zoals bij de 4 x 400 meter.
(NB. de nieuwe belijning sinds 2018 kent geen aanloopvakken meer, maar slechts een start- en sluithaak en voor de reguliere afstanden een wisselvak van 30m)

## Nederlandse competitie
Bij de Nederlandse teamcompetitie wordt de Zweedse estafette iets anders gelopen. De start is hierbij op de speciale startlijnen van de Zweedse estafette nabij de startlijnen van de 200 meter (start in banen: baan 1 = startlijn 200 meter, baan 2 en hoger de verspringende blauwe startlijnen). De finish is op de finishlijn, zodat ook ET (elektronische tijdwaarneming) gebruikt kan worden. 
De eerste 100 meter wordt in banen gelopen. Daarna (na de markeringspionnen bij de overgangslijn Zweedse estafette) mogen alle lopers naar de binnenbaan gaan. Gelopen wordt met estafettestok, gewisseld wordt in de drie resp. wisselzones van 30 meter.  
Wachtende atleten moeten zich, onder toezicht van een daarvoor aangewezen jurylid, in dezelfde volgorde (van binnen naar buiten) opstellen, als die waarin hun aankomende ploeggenoten het punt dat gelegen is 200 m voor hun wisselpunt passeren. Als de aankomende atleten dit punt eenmaal gepasseerd zijn, moeten de wachtende atleten deze volgorde aanhouden en mag de plaats bij het begin van de wisselzone niet meer worden veranderd. Als een atleet zich niet aan deze regel houdt, moet zijn ploeg worden gediskwalificeerd.

## Wereldrecord
De snelste tijd ooit staat op naam van een Jamaicaanse ploeg, die 1.46,59 liep tijdens de DN Galan Grand Prix in Stockholm van 2006. De ploeg bestond uit Christopher Williams, Usain Bolt, Davian Clarke en Jermaine Gonzales.